# الجليل الأعلى

موقع منطقة الجليل الأعلى وجبل عامل (بالأزرق).

الجليل الأعلى هي الجزء الشمالي لمنطقة الجليل شمال فلسطين، وتقع معظم أراضيه اليوم ضمن حدود إسرائيل. تلتحم مرتفعاته شمالا مع كتلة جبل عامل في لبنان ويعد حدها شمالاً نهر الليطاني. ويفصل بين كتلة جبال الجليل الأعلى والجليل الأسفل الواقع جنوبًا مجرى سيل الشاغور، ومجرى سيل مجد الكروم وسهل الرامة، وأحد الروافد الغربية لوادي عمود في الشرق، أما غربًا فتنحدر المرتفعات تدريجيا لتصل للسهل الساحلي للبحر الأبيض المتوسط أما في الشرق والجنوب الشرقي فجروفه وسفوحه شديدة الانحدار بإتجاه وادي الحولة ووادي الأردن.
الجليل الأعلى هو عبارة عن كتلة جبلية عالية مبتورة بواسطة الوديان والمنحدرات الشديدة. فيه قمم عالية، منها قمة جبل الجرمق (ميرون) التي ترتفع إلى (1,208)م، وهي الأعلى في الجليل.

## حدود الجليل الأعلى
يحد الجليل الأعلى من الجنوب سهل مجد الكروم يمر فيه شارع (عكا-صفد)، ومن الشرق يحدّه غور الأردن، ومن الشمال تحدّه الحدود اللبنانية. أما في الجهة الغربية فتنحدر سلاسل جبال الجليل الأعلى حتى شاطئ البحر فتبقي شاطئ ضيقًا.

## القرى
| - جديدة المكر - كفر ياسيف - جولس - أبو سنان - جت | - يانوح - كفر سميع - كسرى - يركا | - حُرفيش - بيت جن - البقيعة - دير الأسد - البعنة | [بحاجة لمصدر] - نحف - مجد الكروم (يقسمها الجليلين) - الرامة - ساجور | - معليا - الجش - فسوطة - بيت جن |